# Royal Republic
Royal Republic est un groupe de rock suédois, formé à Malmö en 2007. 

## Influences
La carrière du groupe a pris un tournant radical lorsqu'ils ont eu l'occasion de jouer en tant que première partie du groupe américain The Offspring. Ils ont remporté la finale du festival Emergenza en Suède, Leur rock énergique à tendance punk pop est interprété avec beaucoup d'humour et d'autodérision.

## Discographie

### Singles
- 2009 - All Because of You
- 2010 - Tommy-Gun
- 2010 - Underwear
- 2011 - Full Steam Spacemachine
- 2012 - Addictive
- 2012 - Everybody Wants To Be An Astronaut
- 2015 - When I See You Dance With Another
- 2016 - Baby
- 2016 - Uh Huh
- 2019 - Fireman & Dancer
- 2019 - Boomerang
- 2019 - Anna-Leigh
- 2020 - Superlove
- 2020 - Magic
- 2021 - RATA-TATA
- 2021 - Back from the Dead
- 2022 - Diggin' It
- 2024 - My House
- 2024 - Lovecop
- 2024 - Lazerlove
- 2025 - Venus

## Composition

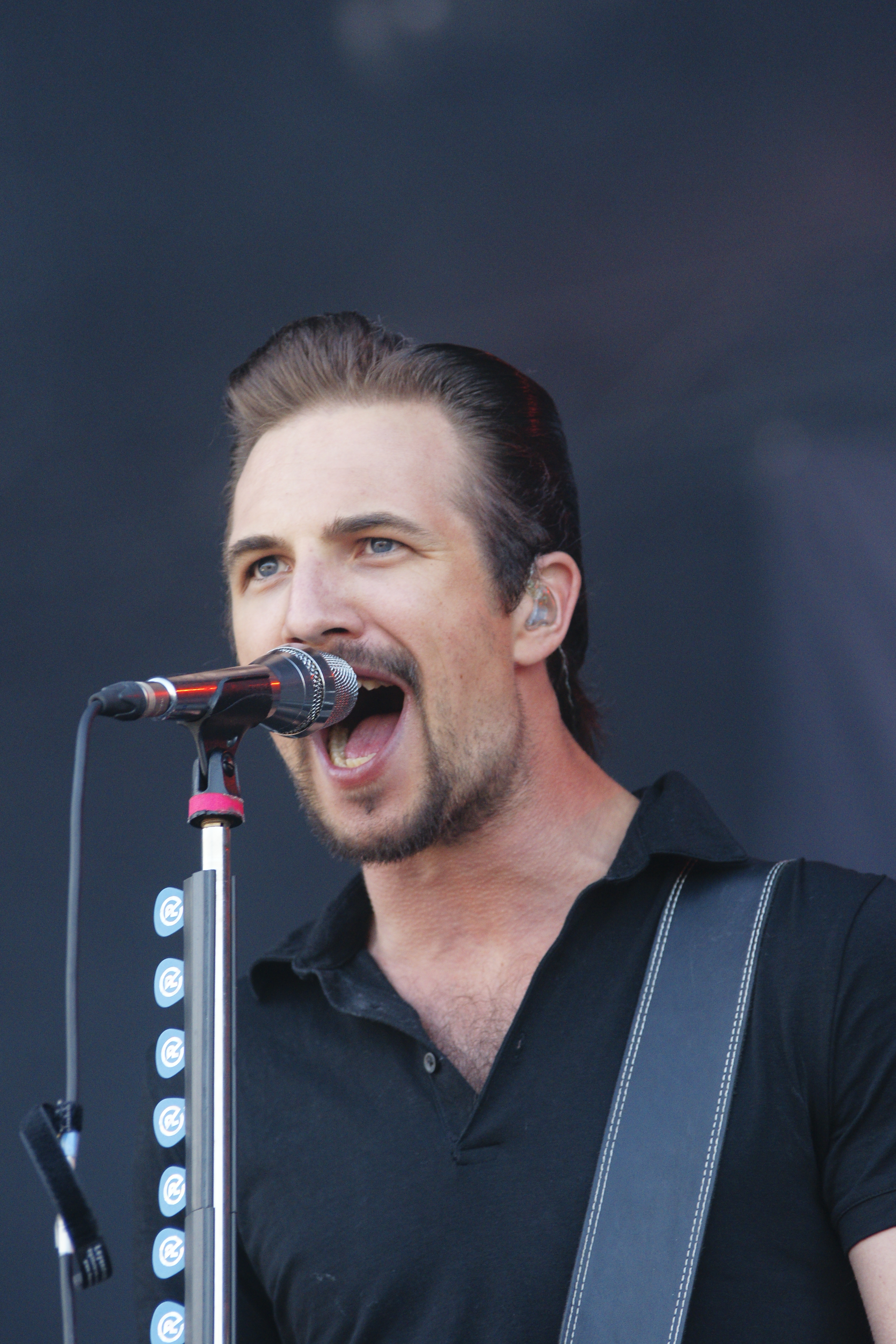
Adam Grahn
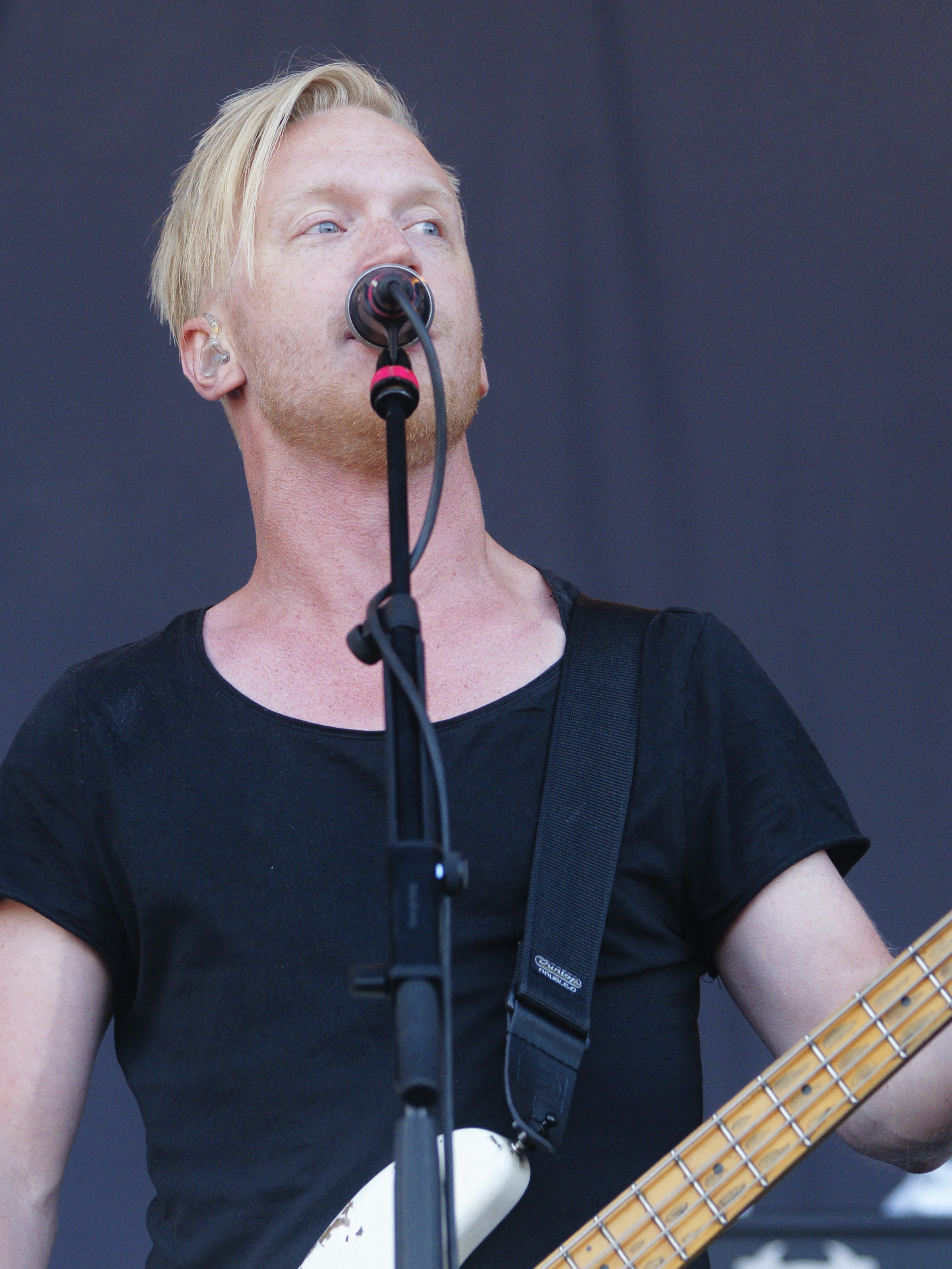
Jonas Almén
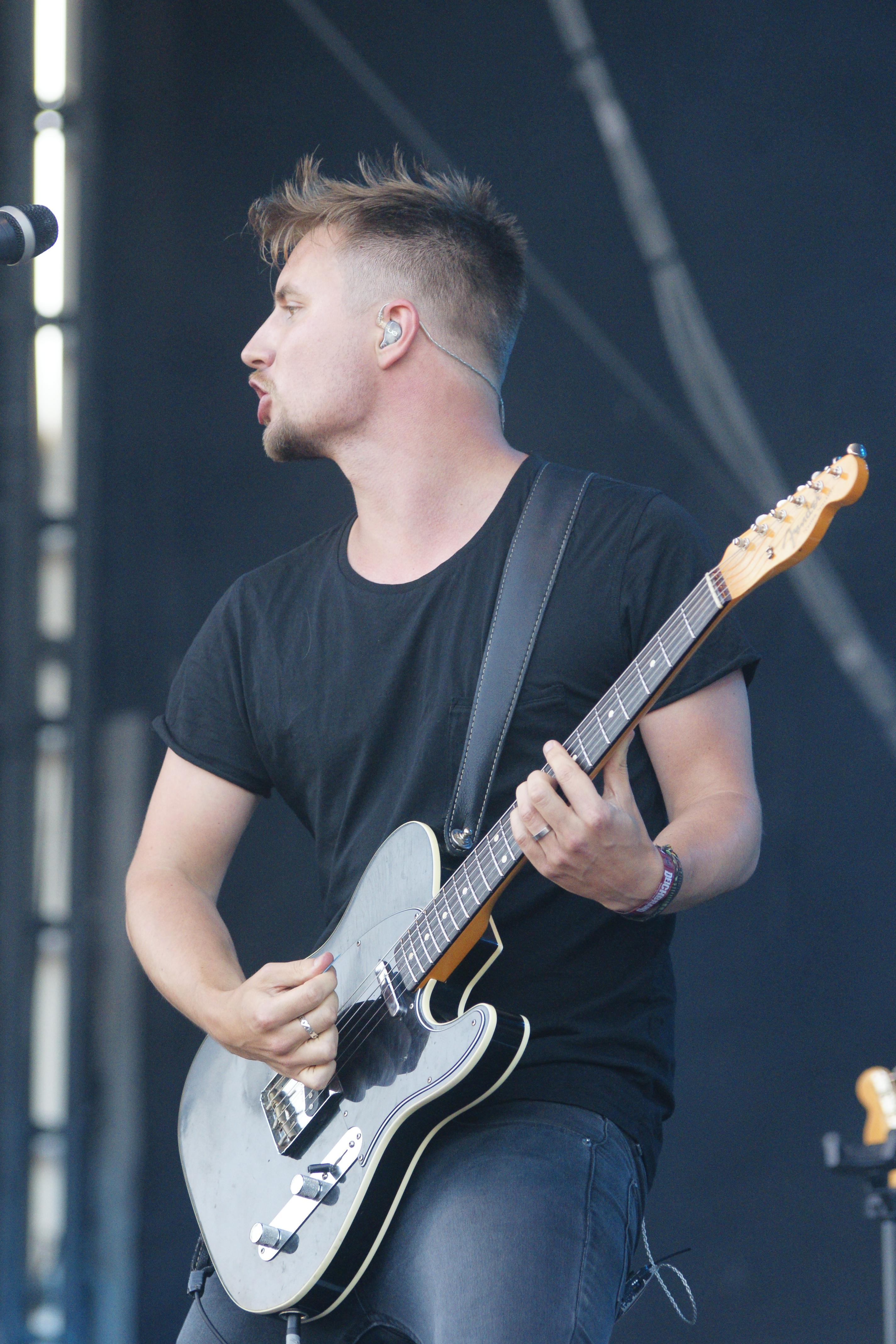
Hannes Irengård
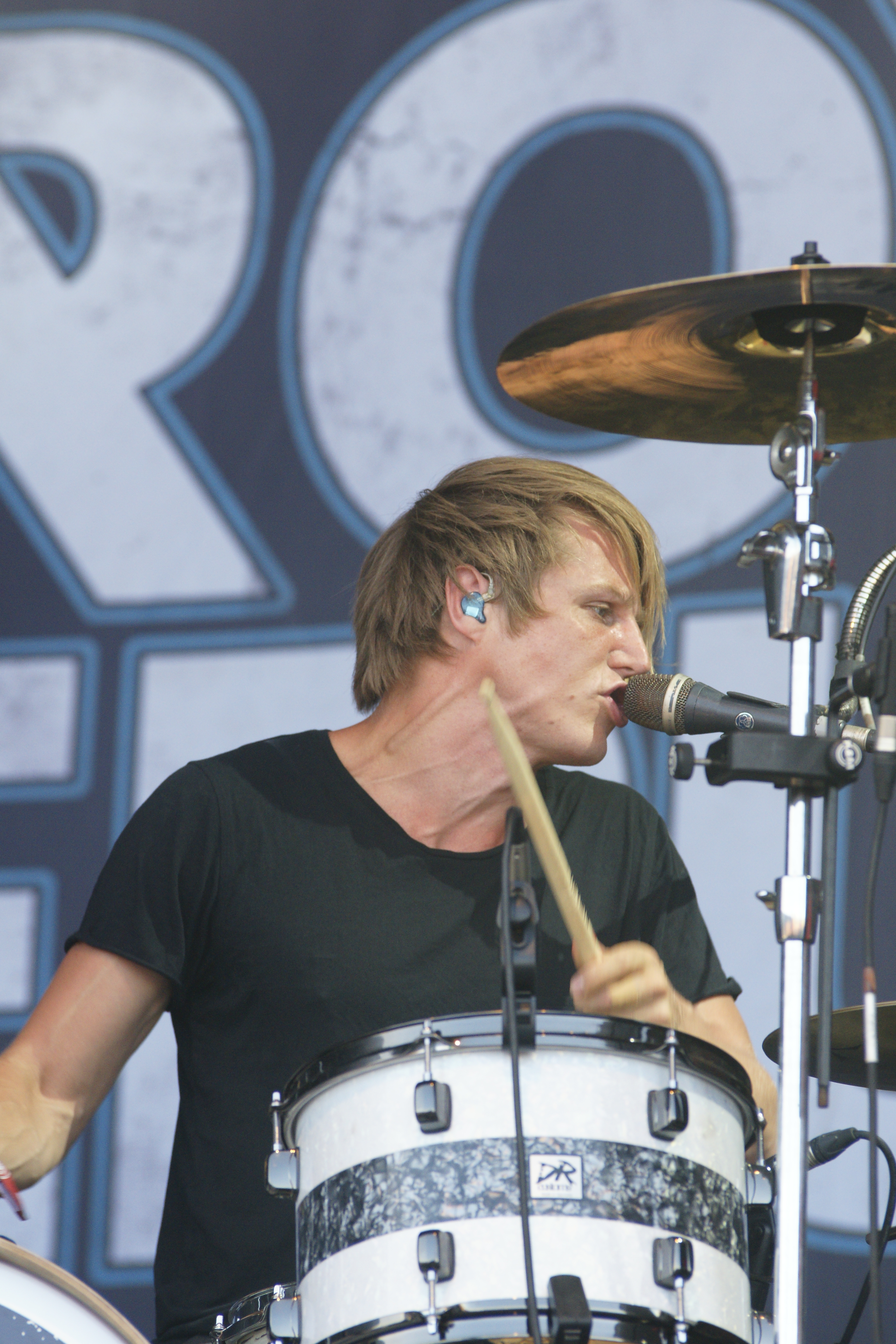
Per Andreasson

## Anecdotes
Le titre Weekend-Man, issu de l'album éponyme, apparaît dans la bande son du jeu vidéo Dirt 4 de Codemasters.
Le 27 mars 2020, durant la crise sanitaire liée à la Covid-19, le groupe organise un live sur sa chaîne Youtube lors duquel il réinterprète l'intégralité de son premier album : We Are The Royal. Le concert est suivi d'une session de questions-réponses avec les internautes.
Le titre Stop Movin'  issu de l'album Club Majesty, apparait dans le jeu vidéo Just Dance 2020 développé par Ubisoft.

### Articles
- Julia Escudero, « Royal Republic, le rock'n'roll déluré vient de Suède », www.concertlive.fr,‎ 20 avril 2011 (lire en ligne).
- « Royal Republic en première partie de The Offspring au Zénith de Paris », Le Parisien,‎ 19 juillet 2011 (lire en ligne).
- Agnès Bayou, « The Offspring et Royal Republic au Zénith », Le Transistor,‎ 1er septembre 2011 (lire en ligne).
- Etienne Gin, « Royal Republic «Je ne suis pas une rockstar, connard ! Je suis un musicien» », StreetPress,‎ 9 décembre 2011 (lire en ligne).